# Madilyn Bailey
Madilyn Bailey Wold (Boyceville, 2 settembre 1992) è una cantautrice statunitense.

## Carriera
Originaria del Wisconsin, ha cominciato l'attività artistica pubblicando cover su YouTube. Nel 2012 si è trasferita a Los Angeles, dove firma il suo primo contratto discografico con la Keep Your Soul Records, che pubblica Bad Habit EP.
Nel 2015 con la cover di Titanium di David Guetta ottiene successo in Francia e firma un contratto con PlayOn. Nell'ottobre dello stesso anno pubblica un album di cover dal titolo Muse Box.
Nel 2016 pubblica un EP di materiale originale intitolato Wiser.
Nel 2023 scopre di essere incinta di una bambina e il 25 agosto pubblica il suo primo Album discografico: "Hollywood Dead"

## Discografia

### Album
- 2015 - Muse Box
- 2023 - Hollywood Dead

### EP
- 2012 - Bad Habit EP
- 2016 - Wiser EP
- 2022 - The Magic Of Christmas
- 2023 - the internet made me do it

### Singoli
- 2015 - Titanium (cover di David Guetta feat. Sia)
- 2015 - Radioactive (cover degli Imagine Dragons)
- 2015 - Rude (feat. Flula) (cover dei Magic!)
- 2016 - Believe (cover di Cher)
- 2016 - Wiser
- 2018  -Tetris
- 2019 - Red Ribbon
- 2021 - How Good We Had it
- 2022 - Digital Age
- 2022 - Heat Waves
- 2023 . True Crime
- 2023 - Tattoos & Therapy
- 2023 - Doomsday in LA
- 2023 - Serious